# Богдана Бабинська
Богда́на Семе́нівна Ба́бинська (? — до 1584) — руська (українська) шляхтянка з роду Бабинських.

## Родина
Богдана Бабинська є однією з відомих доньок королівського дворянина Семена Бабинського. Про її матір наявні джерела точної інформації не подають, можливо це дружина Семена Бабинського — Марія Чаплич. 
Сестра і брат Богдани Бабинської — Ганна Бабинська та Андрій Бабинський.

## Шлюби та діти
Відомо, що Богдана Бабинська мала два шлюби:
- Першим шлюбом за королівським дворянином Левом Полозом. Від нього мала сина Івана та двох доньок — Софію і Євдокію. У 1550 році по смерті Лева Полоза, королева Бона доручила опікунство над неповнолітніми дітьми Богдані, яка на той момент перебувала вже в іншому шлюбі. Донька Софія Полоз у шлюбі за стольником литовським Іваном Ґодебським (на 1565).[1]

- Другим шлюбом (на 1550) за королівським дворянином Йосипом (Єсифом) Немиричем.[2] Від нього мала двох синів — Андрія та Семена. Богдана Бабинська є біологічною продовжувачкою майже усіх майбутніх поколінь роду Немиричів, за виключенням Матвія Немирича, який був сином Йосипа Немирича від іншого шлюбу. син Богдани Бабинської — Андрій Немирич, був у шлюбі з Мариною Іванівною Хребтовичівною-Богуринською.[3] Інший син — Семен Немирич, нащадків по собі не залишив.

Обидва свекри Богдани Бабинської — Івашко Полозович та Івашко Немирич, як і її батько Семен Бабинський, були соратниками короля Сигізмунда І Старого у боротьбі з Михайлом князем Глинським. Після поразки останнього, вони отримали частину конфіскованих у Глинських земель, що значно збільшило їхні статки.

## Народження, проживання, поховання
Місце народження Богдани Бабинської невідоме, можливо це було родове гніздо Бабинських — Бабин. Так само наявні джерела мовчать і про місця її проживання. Можна однак припустити, що мешкати вона могла у Пинському повіті на Берестейщині, де були основні володіння її першого чоловіка Лева Полоза та згодом на Київщині. Мав там основні наділи і її другий чоловік Йосип Немирич. Останній, як відомо, обіймав посаду київського земського судді, а це дозволяє припускати, що мешкати певний час подружжя могло й у Києві. 1584 року Йосип Немирич у своєму тестаменті згадував Богдану Бабинську вже як небогу. Місце її поховання невідоме.

## Відомі прямі нащадки Богдани Бабинської
- Андрій Немирич
- Олександра Немирич
- Юрій Немирич
- Стефан Немирич
- Генріх Немирич